# Dolné Diery
Dolné Diery is een kloof met watervallen gelegen in het Nationaal Park Malá Fatra van Slowakije. De kloof bestaat uit kalksteenformaties die zijn uitgeslepen door de rivier Dierový potok. De Dierový potok heeft zijn oorsprong heeft op de Sedlo Miedzirozsutce, een bergpas die de bergpieken Veľký Rozsutec (1.610 m) en Malý Rozsutec (1.344 m) van elkaar scheidt. Dolné Diery is te bewandelen via ladders en houten bruggen, langs de blauwe wandelroute, die het gemakkelijkst te bereiken is vanaf de plaats Biely Potok. Dolné Diery is ook te bereiken vanuit het toeristische plaatsje Štefanová. Vanuit Štefanová kan men de gele wandelroute te nemen die leidt naar het kruispunt Podžiar. Vanaf hier kan dezelfde blauwe route naar de waterval Dolné Diery worden genomen. De watervallen van Dolné Diery bestaan uit twee vrije vallen, een van 1 meter en een van 3,5 meter.